# One Headlight
One Headlight is een nummer van de Amerikaanse rockband The Wallflowers uit 1997. Het is de tweede single van hun tweede studioalbum Bringing Down the Horse.
Volgens zanger Jakob Dylan gaat het nummer over "de dood van ideeën en geen inspiratie hebben". In 1998 wonnen The Wallflowers twee Grammy's voor het nummer. Daarnaast plaatsten Rolling Stone en MTV het nummer in 2000 op de 58e positie in hun lijst van "100 Greatest Pop Songs of All Time". Ondanks deze waardering haalde "One Headlight" de Amerikaanse Billboard Hot 100 niet. Wel haalde het de 2e positie in de airplaylijst van Billboard. In het Nederlandse taalgebied wist het nummer geen hitlijsten te behalen, toch geniet het er wel enige bekendheid.